# (2239) Paracelso
(2239) Paracelso es un asteroide que forma parte del cinturón exterior de asteroides y fue descubierto por Paul Wild el 13 de septiembre de 1978 desde el Observatorio de Berna-Zimmerwald, Suiza.

## Designación y nombre
Paracelso recibió al principio la designación de 1978 RC.
Más adelante, en 1983, se nombró en honor del alquimista suizo Paracelso (1493-1541).

## Características orbitales
Paracelso orbita a una distancia media del Sol de 3,203 ua, pudiendo acercarse hasta 2,879 ua y alejarse hasta 3,526 ua. Tiene una inclinación orbital de 10,91 grados y una excentricidad de 0,1011. Emplea en completar una órbita alrededor del Sol 2093 días.

## Características físicas
La magnitud absoluta de Paracelso es 10,8. Tiene un periodo de rotación de 6,101 horas y 38,93 km de diámetro. Su albedo se estima en 0,0293.